# Iffigtal
Das Iffigtal ist ein Tal oberhalb der Lenk im Kanton Bern.
Eigentlich stellt es eine Verlängerung des Simmentals dar, das Tal liegt auf einer Höhe von 1100 bis 2430 m. Das Tal erstreckt sich von Lenk in südsüdwestliche Richtung. Das Tal liegt auf den Gemeindeböden der Lenk sowie Lauenen.
Im Iffigtal befinden sich die bekannten Iffigfälle und die Iffigenalp (1584 m). Auf der Iffigenalp befinden sich eine Gaststätte und eine Übernachtungsmöglichkeit. Von der Iffigenalp kann man über den Rawilpass (2425 m) ins Wallis gelangen. Weiter hinten im Tal gelangt man an den Iffigsee, der auf 2065 m liegt. Von dort kann man zur Wildhornhütte aufsteigen oder über den Tungelpass (2084 m) und Stübleni (2109 m) zum Lauenensee absteigen.